# 西谷岳文
西谷岳文（日语：／ Nishitani Takafumi，1979年1月17日—），日本男子短道速滑运动员。他曾代表日本参加1998年、2002年和2006年冬季奥林匹克运动会短道速滑比赛，其中在1998年冬季奥运会上获得一枚金牌。